# آيت علي (آيت عزوز أوعلي)
آيت علي هو دُوَّار يقع بجماعة سيدي علال المصدر، إقليم الخميسات، جهة الرباط سلا القنيطرة في المملكة المغربية. ينتمي الدوّار لمشيخة آيت عزوز أوعلي التي تضم 3 دواوير. يقدر عدد سكانه بـ 586 نسمة حسب الإحصاء الرسمي للسكان والسكنى لسنة 2004.

## وصلات خارجية
- البوابة الوطنية للجماعات الترابية
- المندوبية السامية للتخطيط